# Csendkút
A Csendkút 2006-ban gyártott és 2007. október 4-én bemutatott történelmi filmdráma, melyet Pozsgai Zsolt saját forgatókönyvéből rendezett, és az 1956-os forradalom és szabadságharc ötvenedik évfordulójára készült és Gérecz Attila költőnek, az 1956-os forradalom és szabadságharc mártírjának állít emléket. A mű a rendező első filmrendezői munkája.

## Cselekmény
Gérecz Attila fiatal öttusázó bajnok és társai ellen eljárás indul szervezkedésért, a vádlottak közül négyet halálra ítélnek, hármat kivégeznek. Gérecz Attila életfogytiglant kap. A tárgyalóterem folyosóján tud elbúcsúzni édesanyjától és menyasszonyától. A váci börtönben előkelő társaságba kerül, ismert költők fogadják be maguk közé. A fiatalember ámulva hallgatja a költőket, majd maga is megpróbálkozik versírással. A hivatásos költők nagy tehetséget látnak benne, Attila ontja a verseket, leginkább édesanyjáról és a menyasszonyáról szólnak ezek a művek. Édesanyja azonban nem adja át a verseket Attila szerelmesének, mert a nő időközben férjhez ment egy magas beosztású pártbeosztotthoz. Attila mély barátságot köt a börtönben a költőkkel, majd az egyikőjük halála után, kihasználva az alkalmat, megszökik. A rendőrség hajtóvadászatot indít, a sportoló Váctól egészen Budapestig úszik, ahol egykori sporttársánál,  az atlétikában jeleskedő fiatal nőnél próbál elbújni, ez azonban lehetetlen. Üzen Margitnak, egykori szerelmének, hogy találkozni akar vele, a nő el is megy a találkozóra, majd magukhoz hívja estére Attilát azzal, hogy a magas beosztású férfi tud segíteni abban, hogy Nyugatra szökhessen. Attila el is megy a lakáshoz, ám csapdába esik, a rendőrök elfogják, Margit elárulta őt. A Kozma Utcai Börtönbe viszik, ahol a börtönök telítettsége miatt nők is vannak, szigorúan elkülönítve. Attila a sétán megpillant egy lányt, akibe szerelmes lesz, és verseket ír, azokat juttatja el hozzá. Ez a kapcsolat tartja életben a két fiatalban az életösztönt. Szerelmük beteljesülhet, amikor az 1956-os forradalmárok egy csoportja kiszabadítja a rabokat. Attila és szerelmese együtt vesznek részt az utcai harcokban, és próbálnak megmenteni egy sebesült kamaszfiút. A mentési kísérlet közben egy szovjet tankról lövést kap Gérecz Attila, és kedvesét átölelve hal meg.

## Szereposztás
- Hayth Zoltán – Gérecz Attila[1]
- Kakasy Dóra – Klári[1]
- Dörner György – Gérecz apja[5]
- Kautzky Armand – Börtönparancsnok[1]
- Kubik Anna – Gérecz anyja[5]
- Sinkó László – Költő[1]
- Őze Áron – Költő[1]
- Lux Ádám – Fekete, költő
- Iglódi István – Költő[1]
- Kara Tünde – Margit, Gérecz jegyese[1]
- Benkő Nóra – Ágnes, Gérecz volt sportolótársa[1]
- Józsa Imre – Dénes[1]
- Dengyel Iván – Klári apja
- Gérecz Attila verseit elmondja:
  - Szakácsi Sándor[1]
- További szereplők:
  - Quintus Konrád
  - Gelencsér Alexandra
  - Gerner Csaba
  - Kasi Béla
  - Stenczer Béla
  - Unger Béla
  - Völgyi Melinda
  - Csutorás Bánk[1]
  - Úri István[1]
  - Sziki Károly[1]
  - Czeglédi Attila[1]

## Háttér

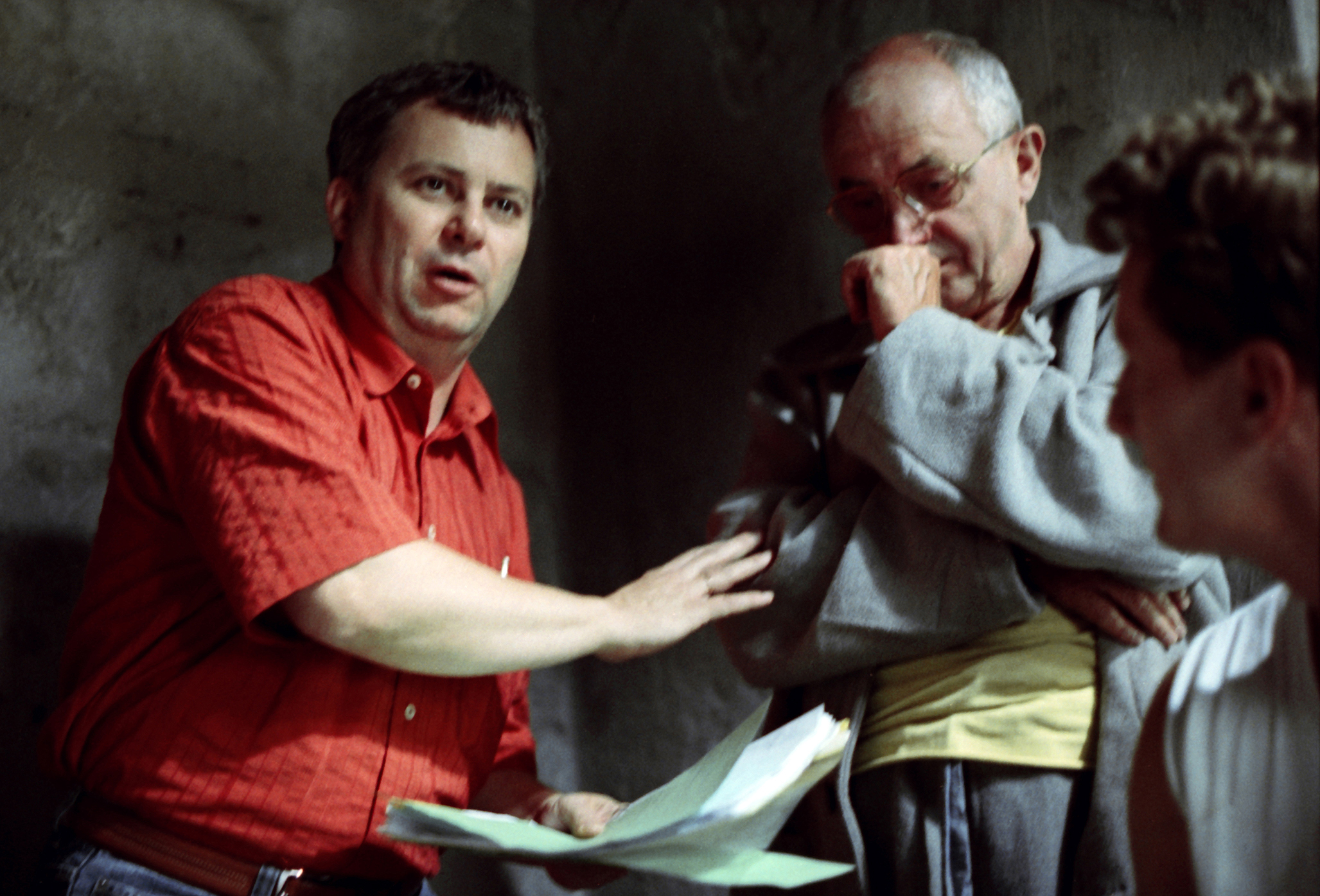
Pozsgai Zsolt és Iglódi István rendezés közben

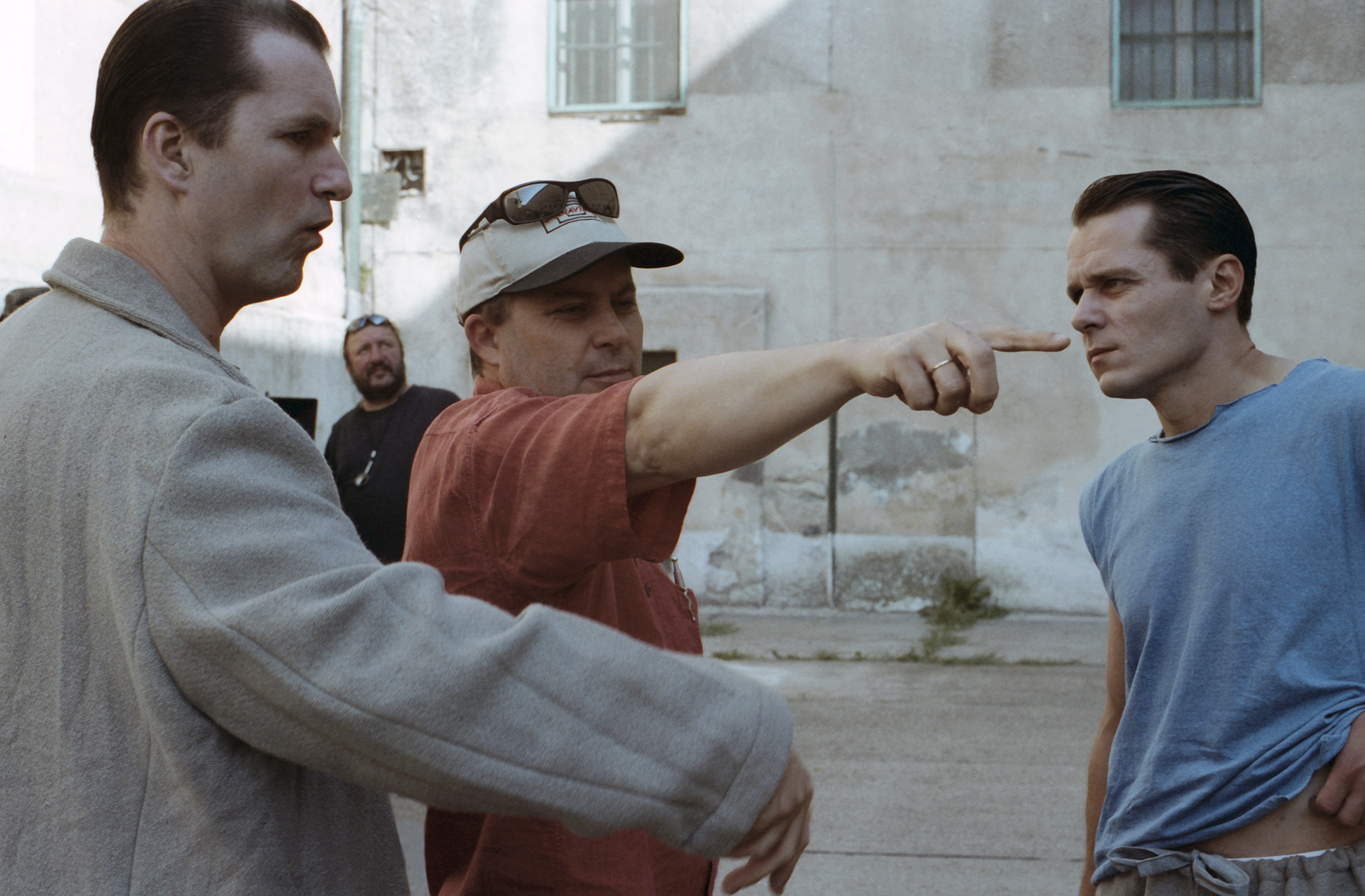
Lux Ádám, Pozsgai Zsolt és Őze Áron rendezés közben

A film története az 1950-ben, koholt vádak alapján történt letartóztatásától haláláig követi nyomon a híres élsportolóból költővé lett fiatalember életeseményeit, börtönéveit, szerelmeit. Szökése a váci börtönből, az ezt követő bujdosások, majd újra a börtön, ahonnan a felkelők szabadították ki. Ezt követően Gérecz Attila egy utcai harcban kapott halálos sebet. Költői film képiségében és dramaturgiájában egyaránt, a filmben elhangzanak a legszebb Gérecz-versek. A fiatal sportoló nem készült költőnek, ám a váci fegyházban egy cellába került a Kárpáti Kamill nevével fémjelzett költői csoporttal, akik szintén koncepciós pereket követően kerültek börtönbe. Ők tanítgatták Gérecz Attilát, aki már az első próbálkozásaival is meggyőzte őket költői tehetségéről. A börtönből édesanyján keresztül akarta eljuttatni szerelmének írt verseket, ám mivel a fiatal nő nem várta meg a férfi kiszabadulását, és férjhez ment – az anya nem adta oda ezeket a verseket. Gérecz Attila híres szökése – Váctól Budapestig leúszott a Dunán – után kénytelen volt szembesülni a helyzettel. hamarosan egy árulás folytán újra elkapták, a Kozma utcai börtönben ismerhette meg új szerelmét. /A kommunista rezsim olyan nagy számban küldte lakat alá ellenségeit, hogy helyhiány miatt ebben a börtönben is női és férfi rabok egyaránt voltak./  Kiszabadulása után azonnal a forradalmárokhoz csatlakozott szerelmével együtt.
Eredetileg Mihályfy Sándor rendezte volna a filmet, de úgy érezte, hogy a forgatókönyvet megíró Pozsgai Zsolt annyira szuverén művet alkotott, hogy átadta neki a rendezést. Mihályfy Sándor a film produceri feladatait vállalta, lehetőséget adva ezzel Pozsgai Zsoltnak arra, hogy élete első nagyjátékfilmjét elkészíthesse.

## Fogadtatás

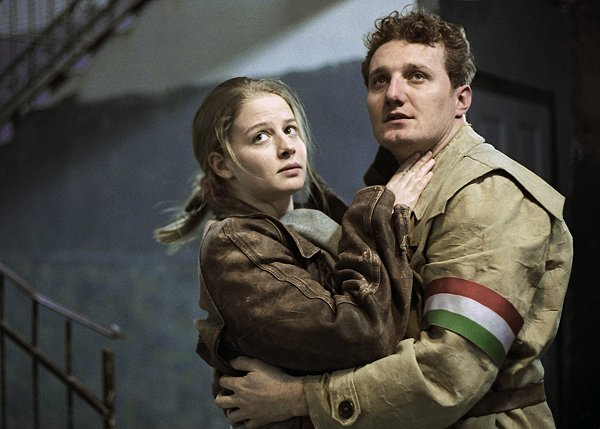
Kakasy Dóra és Hayth Zoltán

Szabolcs Imre Csendkút című írása részben dicséri a filmet – főleg azon részeit, amelyek a kommunista diktatúra működéséről szólnak, valamint a Szakácsi Sándor tolmácsolásában előadott versrészleteket, amelyekről leírja, hogy „Hallhatunk viszont a tehetséget valóban igazoló, hol metaforikus tömörségű, József Attilát idéző, hol Szabó Lőrinc-i módon epizáló Gérecz-verseket, Szakácsi Sándor fölkavaró tolmácsolásában.” –, részben viszont negatív kritikával illeti azt, hogy felemásra sikeredett a költő jelentőségének bemutatása, továbbá „hosszan időz a rendező a művésszé válás folyamatának bemutatásánál”, illetve, hogy a "fájdalom szüli a költőt" tételt bemutató képsorok színpadiasra sikerültek.
Gulya István a film dramaturgiáját kritizálva kijelentette, hogy vásznon megjelenő képzelt korabeli kihallgatási jegyzőkönyvek lapjai zavarják a némafilmszerűen pergő képeket, miközben a Szakácsi által hallható versek túl jók ahhoz, hogy a rendező képpel illusztrálhassa őket. Gulya írása a színészeket is górcső alá veszi, kijelentve, hogy „...az anya karakterét érezhetően nem találó Kubik Anna játéka bántóan halvány, néha kifejezetten idegesítő (ez nem az ő hibája), az álomjelleggel fel-felbukkanó halott apa (Dörner György) pedig túlontúl komikus (szintén). Bár a rutinos öreg rókák (Sinkó László, Iglódi István, Józsa Imre) egy-egy megvillanásukkal gondoskodnak a tartalmas filmjátékról, a fiatal főhősök (Hayth és Kakasy) sokszor csak erőlködnek, mert hiányzik a figurájuk mélysége.” A film javára írja, hogy Gérecz portréját igyekszik megrajzolni, azonban kritikai felhanggal azt kifogásolja, hogy nem sikerült bátorító példaképet vagy igazi hőst ábrázolnia az „1956 Petőfijének” is nevezett költőből.
A Magyar Narancs 2007. október 11-i számában megjelent kritikában a szerző pozitívan kijelenti, hogy a film a teljesség igényével készült, miközben „alkotói szabadsága gondos őrizete mellett, szolidan ragaszkodva az életút tényeihez; nincs is miért számon kérni rajta az elvárható alázatot”, azonban írását azzal zárja, hogy a film legnagyobb hibáját abban látja, hogy nincs benne feszültség és eléggé kiszámíthatóak az események.